# غاستون، أمير فيانا
غاستون، أمير فيانا أو يعرف أيضا بـ غاستون من فوا (1444 - 23 نوفمبر 1470) هو أبن غاستون الرابع، كونت فوا وإليانور من نافارا، كان وريث العرش لهذا أصبح يعرف بـ أمير فيانا.
تزوج من ماغدالينا من فالوا أبنة شارل السابع ملك فرنسا وماري من أنجو في 7 مارس 1461 في ليسكار، كان لديهم ولد وبنت:
- فرانسيس الأول ملك نافارا (1483-1466)، كان ملك نافارا بين عامي 1479-1483.
- كاترين الأولى من نافارا(1518-1470)، كانت ملكة نافارا بين عامي 1483-1518

توفي غاستون في عام 1470 متأثراً بجراح أصيب بها في بطولة المبارزة في ليبورن، آكيتين،  قبل اعتلائه عرش نافارا، ونتيجة لذلك أبنائه فرانسيس الأول وكاترين الأولى وصلوا إلى العرش على التوالي، وأيضا أصبحت زوجته ماغدالينا الوصية عل أبنيها حتى وفاتها عام 1495.